# Твырдица (община)
Твырдица (болг. Община Твърдица) — община в Болгарии. Входит в состав Сливенской области.
Население общины составляет 15 334 человека (на 15 августа 2008 года).
Административный центр — город Твырдица.

## Состав общины
В состав общины входят следующие населённые пункты:
1. село Близнец
2. село Боров-Дол
3. село Бяла-Паланка
4. село Желт-Бряг
5. село Оризари
6. село Сбориште
7. село Сырцево
8. город Твырдица
9. село Червенаково
10. город Шивачево

## Политическая ситуация
Кмет (мэр) общины Твырдица — Катя Колева Дойчева (коалиция партий: «Болгарская социалистическая партия», «Движение за права и свободы», «Объединённый блок труда», «Политическое движение „Евророма“», «Политическое движение социал-демократов») по результатам выборов.